# Уильямс, Эрик
Сэр Эрик Юстас Уильямс (англ. Eric Eustace Williams; 21 сентября 1911, Порт-оф-Спейн, Тринидад и Тобаго, Британская Вест-Индия — 29 марта 1981, Порт-оф-Спейн, Тринидад и Тобаго) — государственный деятель Тринидада и Тобаго, премьер-министр (1956—1981).

## Биография
Родился в семье мелкого государственного служащего.
Окончил Королевский колледж на Тринидаде, после победы в островном конкурсе, в 1935 г. — колледж Святой Екатерины Оксфордского университета с присвоением в 1935 г. степени бакалавра истории, а в 1938 г. — степени доктора философии. Его докторская диссертация была озаглавлена "Экономические аспекты отмены работорговли и рабства в Западной Индии" и была опубликована в виде монографии «Капитализм и рабство» в 1944 г. В ней была прямая атака на мысль о том, что моральные и гуманитарные мотивы были ключевыми факторами в победе британского аболиционизма и скрытая критика распространенной в 1930-е гг. теории, исходящей, в частности, из-под пера оксфордского профессора Реджинальда Купленда, о том, что британский империализм был по сути продвинут гуманитарными и доброжелательными побуждениями. Пришел в выводу, что отмена рабства была вызвана экономическими причинами, поскольку оно составляло конкуренцию промышленному капитализму и наемному труду. В 1942 г. опубликовал работу «Негр на Антильских островах» (The Negro in the Caribbean), в которой защищал идею независимости Вест-Индии.
В 1939—1955 г. преподавал в качестве ассистента профессора по политическим наукам Гарвардского университета.
С 1943 г. работал в англо-американской комиссии (позже Карибской комиссии), с 1948 г. являлся заместителем её председателя. В 1955 г. вернулся на родину, где основал партию Народное национальное движение (ННД), которая в 1962 г. приведет Тринидад и Тобаго к независимости и будет доминировать в его постколониальной политике. Выступал перед широкой публикой в Вудфорд-парке — на городской площади Порт-оф-Спейна. Это начинание получило название «университет Вудфорд-сквера». В результате его активной деятельности ННД одержал победу на всеобщих выборах 1956 г.
- 1956—1959 гг. — главный министр и министр финансов,
- 1959—1962 гг. — премьер Тринидада и Тобаго в составе Федерации Вест-Индии,
- 1962—1981 гг. (до своей смерти) — премьер-министр Тринидада и Тобаго как независимого государства.

После того как в 1961 г. граждане Ямайки проголосовали за выход из федерации, он заявил, что Тринидад и Тобаго последуют их примеру. Добился признания независимости страны, поскольку в составе Вест-Индской Федерации ему не удалось гарантировать реальной власти островного правительства. Тринидад и Тобаго оказался в невыгодном положении: ему нужно было предоставить 75 % федерального бюджета, имея менее половины мест в федеральном правительстве. В том же году ННД внесло законопроект о народном представительстве. Этот законопроект был разработан с целью модернизации избирательной системы путем введения постоянной регистрации избирателей, удостоверений личности, аппаратов для голосования и пересмотра границ выборов. В практическом смысле он открыл дорогу к массовым фальсификациям: на выборах в 1961 г. число проголосовавших превысило число зарегистрированных избирателей.
В 1970 г. подавил массовый протест, во главе которого стояло движение «Черная сила» и к которому присоединились трудящиеся. Объективной базой для общественного недовольства стал экономический кризис в стране. Кабинет ввел режим чрезвычайного положения и дал указание арестовать лидеров «Черной силы». На сторону протестующих перешла часть военных, однако силами береговой охраны мятеж удалось подавить. Затем он сделал несколько выступлений, в которых стремился отождествить себя с целями движения «Черной Силы». Отправил в отставку трех министров (в том числе двух белых) и трех сенаторов, предложив план государственного переустройства.
В сфере внешней политики уделял особое внимание вопросам регионального сотрудничества и способствовал созданию Карибского банка развития, зоны свободной торговли (1967) и общего рынка (1973). На посту министра иностранных дел (1973—1976) заключил договор о сотрудничестве с Кубой.
За свою деятельность удостоился почетного титула «Отца нации».
Был в числе 73 отправителей посланий на Луну экспедицией Аполлона-11. Это послание осталось на лунной поверхности, а нем, в частности, сказано: «Мы искренне надеемся на то, что человечество обретет Луну и не потеряет мир».

## Память. Мемориальная коллекция Эрика Уильямса
Мемориальная коллекция Эрика Уильямса в Университете Вест-Индии в Тринидаде и Тобаго была открыта в 1998 году бывшим государственным секретарем США Колином Пауэллом. В 1999 г. она была включена в престижный реестр ЮНЕСКО «Память мира». Госсекретарь Пауэлл объявил доктора Уильямса неутомимым воином в борьбе против колониализма и за многие другие его достижения в качестве ученого, политика и международного государственного деятеля. Коллекция состоит из библиотеки и архива покойного доктора Уильямса. Доступная для ознакомления исследователям, коллекция в достаточной мере отражает эклектические интересы ее владельца, включающие около 7000 томов, а также переписку, речи, рукописи, исторические труды, заметки об исследованиях, документы конференций и разнообразные доклады.
В 2011 г. в ознаменование столетия со дня рождения Уильямса был снят документальный фильм «Внутренний голод: история Эрика Уильямса»,

## Избранные труды
- «Капитализм и рабство», 1944. В ней выдвинул две гипотезы - о роли рабства для промышленной революции в Англии, и что англичане отменили работорговлю не только из гуманных соображений. Верность второго тезиса впоследствии была обоснованно отвергнута[1].
- «Документы истории Западной Индии: 1492—1655 годы от испанского открытия до британского завоевания Ямайки», том 1, 1963.
- «История народа Тринидада и Тобаго», 1964.
- «Британские историки и Вест-Индия», 1964.
- «Негр в Карибском море», 1970.
- «Внутренний голод: становление премьер-министра», 1971.
- «От Колумба до Кастро: история Карибского моря 1492—1969», 1971.
- «Выковано из любви к свободе: избранные речи доктора Эрика Уильямса», 1981.

## Сочинения на русском языке
- Вильямс Э. Капитализм и рабство = Capitalism and Slavery. / Сокр. пер. с англ. — Издательство иностранной литературы, 1950. — 218 с.

## Награды и звания
В 2002 г. он был посмертно награжден Крестом Троицы, на тот момент высшим орденом Тринидада.